# Discovery Rock
Der Discovery Rock ist ein überspülter Rifffelsen vor der Nordküste Südgeorgiens. Er liegt 1,1 km nordnordöstlich des Ems Rock in der Stromness Bay.
Wissenschaftler der britischen Discovery Investigations unter der Leitung von Lieutenant Commander John Miller Chaplin (1889–1977) bestimmten seine Position im Zuge von Vermessungen der Stromness Bay in den Jahren 1927 und 1929. Sie nahmen wahrscheinlich auch die Benennung vor, die seither etabliert ist.